# Ahmad Dschannati

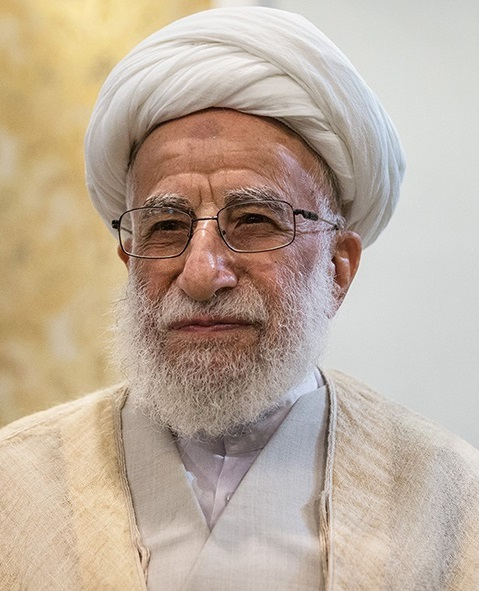
Ahmad Dschannati (2020)

Ahmad Dschannati (auch Ajatollah Janati oder Ahmad Jannati Mesah genannt, persisch احمد جنتی; * 23. Februar 1927 in Isfahan) ist ein iranischer Ajatollah, Politiker und Vorsitzender des Wächterrats sowie des Expertenrats.

## Leben
Ahmad Dschannati wurde als Sohn von Haschem Dschannati Mesah in dem Dorf Ladan In der Nähe von Isfahan geboren und besuchte die religiöse Schule „Dschede Bozorg“ in Isfahan. Ab 1945 nahm er sein Studium an der berühmten Theologischen Schule in Ghom auf und unterrichtete nach Beendigung seines Studiums 1964 auch selbst an der Haghani-Schule zusammen mit dem Ajatollah Beheschti und dem Ajatollah Saduqi. Er wurde nach der islamischen Revolution am 20. Februar 1980 vom Ajatollah Ruhollah Chomeini in den ersten Wächterrat berufen und hält heute den Vorsitz. Außerdem ist er Mitglied des Expertenrates und des Schlichtungsrates. Er gilt als ultrareligiöser Verfechter des Prinzips der Herrschaft von Rechtsgelehrten. Zeitweise tritt er als Freitagsprediger in Teheran auf und sorgte in der Vergangenheit dabei, auch unter der islamischen Geistlichkeit, für einige Unruhen.
Neben dem Ajatollah Mesbah Yazdi ist er momentan eine der schillerndsten Persönlichkeiten im Regierungssystem und radikaler Gegner des reformorientierten Flügels. Die arabischen Regierungen verurteilte er wegen deren USA-freundlichen Politik. MEMRI dokumentierte mehrere seiner Reden, in denen er unter anderem am 4. Februar 2005 verlautbarte, die Engländer seien die Väter des Großen Satans. Einen möglichen US-Angriff auf Iran kommentierte er damit, dass das Martyrium der Stolz des iranischen Volkes sei. Am 20. November 2005 bezeichnete er Nichtmuslime als Tiere. Bei der Wahl zum Expertenrat am 15. Dezember 2006 kam er im Stimmbezirk Teheran nur auf den 6. Platz, am 26. Februar 2016 nur auf den 16. und letzten mandatsbringenden Platz, wurde jedoch zum Vorsitzenden des Expertenrats gewählt.

## Familie
Nach Akbar Aalami, Abgeordneter des iranischen Parlaments, waren Dschannatis Söhne Ali und Hossein sowie Hosseins Ehefrau vor der islamischen Revolution Aktivisten der Volksmodschahedin (M.E.K). Nach der Revolution wurde Hossein Dschannati bei Kämpfen zwischen den Volksmodschahedin und Anhängern der Islamisch-Republikanischen Partei von einer bewaffneten Hezbollahi Gruppe getötet, Dschannatis Schwiegertochter ist weiterhin Mitglied der Volksmodschahedin und soll heute im Ausland leben und der Führungsriege der M.E.K angehören. Ali Dschannati verließ wiederum die M.E.K und arbeitete seither für das Staatliche Fernsehen (Seda wa Sima).